# 全禕
全 禕（ぜん い、生没年不詳）は、中国三国時代の呉にかけての政治家・武将。別名は全輝。揚州呉郡銭唐県の人。祖父は全琮。父は全緒。弟は全静・全儀。叔父は全奇・全懌・全呉。従父は全端・全翩・全緝・全尚。従兄弟は全紀・全皇后。一族に全煕。

## 生涯
全琮は孫権の娘の孫魯班（全公主）と婚姻し、呉皇室と姻戚関係となり、また、一族の全皇后が孫亮の后となった事から、全氏一族は大いに繁栄することとなった。孫亮の時代には、全皇后の父の全尚が太常・衛将軍・録尚書事・永平侯になったのをはじめ、全氏一族で侯に封ぜられたのが5人にのぼり、それぞれに兵馬を指揮し、その他の者も侍郎や騎都尉となり、皇帝の側近で警護の任に当たって、呉国が興って以来、外戚としてこれほど高位を占め盛んな勢力をもった一族は他に例がなかった。
太平2年（257年）、魏の諸葛誕が反乱を起こし、呉に援軍を要請した。呉の孫綝はそれに応え、文欽・唐咨・于詮・王祚らと、全端・全懌・全静・全翩・全緝ら全氏一族らが率いる約3万の援軍を派遣し、諸葛誕の籠る寿春へ入城させた。その頃、全禕（全輝）・全儀は建業に残っていたが、一族の内で争いが起こり訴訟となったので、全禕・全儀は母と数十人の部下を引きつれて長江を渡り、司馬師の元へ帰順した。
鍾会は建策して、ひそかに全禕・全儀に命じて、「呉の内部では、全氏一族らの呉の援軍が寿春にて魏軍を破れないのに腹を立て、遠征している諸将の家族を全員処刑しようとしたので、呉から逃亡して魏に帰順した」という内容の文書を書かせ、全禕・全儀が身近で信用している人物を密かに寿春城内に送り込み、全懌らに渡した。全懌らは手紙の内容に恐れおののき、ついには全氏一族と部下数千人を率いて東の城門を開き、城を出て降伏した。全氏一族は全員魏の諸侯に封じられ恩寵を受けたという。それが原因で寿春城内は混乱しまとまりがなくなり、ついには落城したという。
その後、全煕は誅殺され、太平3年（258年）、孫亮が廃位されるに及び、全尚は零陵に流罪され後に誅殺され、全紀も自害し、呉での全氏一族は衰退したという。